# Liste de villes de Pologne
Liste de villes de Pologne, classées par ordre alphabétique
La liste comporte 877 villes.
À la date du 1er janvier 2025 la Pologne compte 1020 villes ayant officiellement ce statut (« miasto » en polonais)

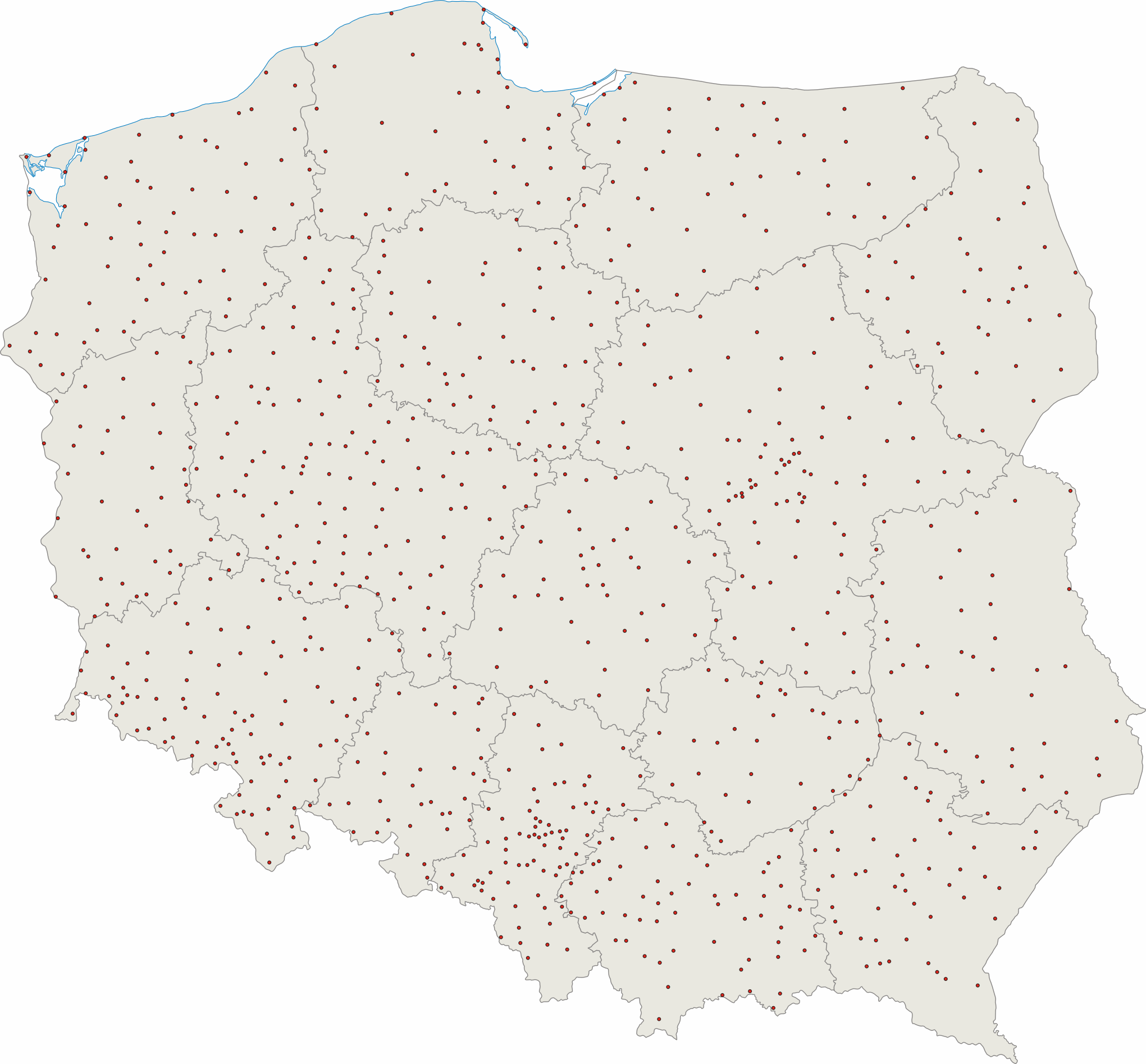
Carte des villes polonaises

- Haut – A
- B
- C
- D
- E
- F
- G
- H
- I
- J
- K
- L
- M
- N
- O
- P
- Q
- R
- S
- T
- U
- V
- W
- X
- Y
- Z

## A
- Aleksandrów Kujawski
- Aleksandrów Łódzki
- Alwernia
- Andrychów
- Annopol
- Augustów

## B
- Babimost
- Baborów
- Baranów Sandomierski
- Barcin
- Barczewo
- Bardo
- Barlinek
- Barwice
- Bełchatów
- Bełżyce
- Będzin
- Biała
- Biała Piska
- Biała Podlaska
- Biała Rawska
- Białobrzegi
- Białogard
- Biały Bór
- Białystok
- Biecz
- Bielawa
- Bielsk Podlaski
- Bielsko-Biała
- Bieruń
- Bierutów
- Bieżuń
- Biłgoraj
- Biskupiec
- Bisztynek
- Blachownia
- Błaszki
- Błażowa
- Błonie
- Bobolice
- Bochnia
- Bodzentyn
- Bogatynia
- Boguszów-Gorce
- Bojanowo
- Bolesławiec
- Bolków
- Borek Wielkopolski
- Borne Sulinowo
- Braniewo
- Brańsk
- Brodnica
- Brok
- Brusy
- Brwinów
- Brzeg
- Brzeg Dolny
- Brzesko
- Brzeszcze
- Brześć Kujawski
- Brzeziny
- Brzozów
- Buk
- Bukowno
- Busko-Zdrój
- Bychawa
- Byczyna
- Bydgoszcz
- Bystrzyca Kłodzka
- Bytom
- Bytom Odrzański
- Bytów

- Haut – A
- B
- C
- D
- E
- F
- G
- H
- I
- J
- K
- L
- M
- N
- O
- P
- Q
- R
- S
- T
- U
- V
- W
- X
- Y
- Z

## C
- Cedynia
- Chełm
- Chełmek
- Chełmno
- Chełmża
- Chęciny
- Chmielnik
- Chocianów
- Chociwel
- Chodecz
- Chodzież
- Chojna
- Chojnice
- Chojnów
- Choroszcz
- Chorzele
- Chorzów
- Choszczno
- Chrzanów
- Ciechanowiec
- Ciechanów
- Ciechocinek
- Cieszanów
- Cieszyn
- Ciężkowice
- Ćmielów
- Cracovie
- Cybinka
- Czaplinek
- Czarna Białostocka
- Czarna Woda
- Czarne
- Czarnków
- Czechowice-Dziedzice
- Czeladź
- Czempiń
- Czerniejewo
- Czersk
- Czerwieńsk
- Czerwionka-Leszczyny
- Częstochowa
- Człopa
- Człuchów

## D
- Daleszyce
- Darłowo
- Dąbie
- Dąbrowa Białostocka
- Dąbrowa Górnicza
- Dąbrowa Tarnowska
- Debrzno
- Dębica
- Dęblin
- Dębno
- Dobczyce
- Dobiegniew
- Dobre Miasto
- Dobrodzień
- Dobrzany
- Dobrzyń nad Wisłą
- Dolsk
- Drawno
- Drawsko Pomorskie
- Drezdenko
- Drobin
- Drohiczyn
- Drzewica
- Dukla
- Duszniki-Zdrój
- Dynów
- Działdowo
- Działoszyce
- Działoszyn
- Dzierzgoń
- Dzierżoniów

## E
- Elbląg
- Ełk

## F
- Frampol
- Frombork

- Haut – A
- B
- C
- D
- E
- F
- G
- H
- I
- J
- K
- L
- M
- N
- O
- P
- Q
- R
- S
- T
- U
- V
- W
- X
- Y
- Z

## G
- Garwolin
- Gąbin
- Gdańsk
- Gdynia
- Giżycko
- Glinojeck
- Gliwice
- Głogów
- Głogów Małopolski
- Głogówek
- Głowno
- Głubczyce
- Głuchołazy
- Głuszyca
- Gniew
- Gniewkowo
- Gniezno
- Gogolin
- Golczewo
- Goleniów
- Golina
- Golub-Dobrzyń
- Gołańcz
- Gołdap
- Goniądz
- Gorlice
- Gorzów Śląski
- Gorzów Wielkopolski
- Gostynin
- Gostyń
- Gozdnica
- Góra
- Góra Kalwaria
- Górowo Iławeckie
- Górzno
- Grabów nad Prosną
- Grajewo
- Grodków
- Grodzisk Mazowiecki
- Grodzisk Wielkopolski
- Grójec
- Grudziądz
- Grybów
- Gryfice
- Gryfino
- Gryfów Śląski
- Grzybiany
- Gubin

## H
- Hajnówka
- Hel
- Hrubieszów

## I
- Iława
- Iłowa
- Iłża
- Imielin
- Inowrocław
- Ińsko
- Iwonicz-Zdrój
- Izbica Kujawska

## J
- Jabłonowo Pomorskie
- Janikowo
- Janowiec Wielkopolski
- Janów Lubelski
- Jarocin
- Jarosław
- Jasień
- Jasło
- Jastarnia
- Jastrowie
- Jastrzębie Zdrój
- Jawor
- Jaworzno
- Jaworzyna Śląska
- Jedlicze
- Jedlina-Zdrój
- Jedwabne
- Jelcz-Laskowice
- Jelenia Góra
- Jeziorany
- Jędrzejów
- Jordanów
- Józefów
- Józefów
- Jutrosin

- Haut – A
- B
- C
- D
- E
- F
- G
- H
- I
- J
- K
- L
- M
- N
- O
- P
- Q
- R
- S
- T
- U
- V
- W
- X
- Y
- Z

## K
- Kalety
- Kalisz
- Kalisz Pomorski
- Kalwaria Zebrzydowska
- Kałuszyn
- Kamienna Góra
- Kamień Krajeński
- Kamień Pomorski
- Kamieńsk
- Kańczuga
- Karczew
- Kargowa
- Karlino
- Karpacz
- Kartuzy
- Katowice
- Kazimierz Dolny
- Kazimierza Wielka
- Kąty Wrocławskie
- Kcynia
- Kędzierzyn-Koźle
- Kępice
- Kępno
- Kętrzyn
- Kenty
- Kielce
- Kietrz
- Kisielice
- Kleczew
- Kleszczele
- Kluczbork
- Kłecko
- Kłobuck
- Kłodawa
- Kłodzko
- Knurów
- Knyszyn
- Kobylin
- Kobyłka
- Kock
- Kolbuszowa
- Kolno
- Kolonowskie
- Koluszki
- Koło
- Kołobrzeg
- Koniecpol
- Konin
- Konstancin-Jeziorna
- Konstantynów Łódzki
- Końskie
- Korfantów
- Koronowo
- Korsze
- Kostrzyn
- Kostrzyn
- Koszalin
- Kościan
- Kościerzyna
- Kowal
- Kowalewo Pomorskie
- Kowary
- Kórnik
- Krajenka
- Krapkowice
- Krasnobród
- Krasnystaw
- Kraśnik
- Krobia
- Krosno
- Krosno Odrzańskie
- Krośniewice
- Krotoszyn
- Kruszwica
- Krynica-Zdrój
- Krynica Morska
- Krzepice
- Krzeszowice
- Krzywiń
- Krzyż Wielkopolski
- Książ Wielkopolski
- Kudowa-Zdrój
- Kunów
- Kutno
- Kuźnia Raciborska
- Kwidzyn
- Koziegłowy
- Kozienice
- Koźmin Wielkopolski
- Kożuchów

- Haut – A
- B
- C
- D
- E
- F
- G
- H
- I
- J
- K
- L
- M
- N
- O
- P
- Q
- R
- S
- T
- U
- V
- W
- X
- Y
- Z

## L
- Łabiszyn
- Lądek-Zdrój
- Łańcut
- Łapy
- Łasin
- Łask
- Łaskarzew
- Łaziska Górne
- Łazy
- Łeba
- Łęczna
- Łęczyca
- Legionowo
- Legnica
- Łęknica
- Lesko
- Leszno
- Leśna
- Leśnica
- Lewin Brzeski
- Leżajsk
- Lębork
- Lędziny
- Libiąż
- Lidzbark
- Lidzbark Warmiński
- Limanowa
- Lipiany
- Lipno
- Lipsk
- Lipsko
- Łobez
- Łobżenica
- Łochów
- Łomianki
- Łomża
- Łosice
- Łowicz
- Łódź
- Lubaczów
- Lubań
- Lubartów
- Lubawa
- Lubawka
- Lubień Kujawski
- Lubin
- Lublin
- Lubliniec
- Lubniewice
- Lubomierz
- Luboń
- Lubraniec
- Lubsko
- Łuków
- Lwówek
- Lwówek Śląski

## M
- Maków Mazowiecki
- Maków Podhalański
- Malbork
- Małogoszcz
- Małomice
- Margonin
- Marki
- Maszewo
- Miasteczko Śląskie
- Miastko
- Miechów
- Miejska Górka
- Mielec
- Mieroszów
- Mieszkowice
- Międzybórz
- Międzychód
- Międzylesie
- Międzyrzec Podlaski
- Międzyrzecz
- Międzyzdroje
- Mikołajki
- Mikołów
- Mikstat
- Milanówek
- Milicz
- Miłakowo
- Miłomłyn
- Miłosław
- Mińsk Mazowiecki
- Mirosławiec
- Mirsk
- Mława
- Młynary
- Mogielnica
- Mogilno
- Mońki
- Morąg
- Mordy
- Moryń
- Mosina
- Mrągowo
- Mrocza
- Mszana Dolna
- Mszczonów
- Murowana Goślina
- Muszyna
- Mysłowice
- Myszków
- Myszyniec
- Myślenice
- Myślibórz

- Haut – A
- B
- C
- D
- E
- F
- G
- H
- I
- J
- K
- L
- M
- N
- O
- P
- Q
- R
- S
- T
- U
- V
- W
- X
- Y
- Z

## N
- Nakło nad Notecią
- Nałęczów
- Namysłów
- Narol
- Nasielsk
- Nidzica
- Niemcza
- Niemodlin
- Niepołomice
- Nieszawa
- Nisko
- Nowa Dęba
- Nowa Ruda
- Nowa Sarzyna
- Nowa Sól
- Nowe
- Nowe Miasteczko
- Nowe Miasto Lubawskie
- Nowe Miasto nad Pilicą
- Nowe Skalmierzyce
- Nowe Warpno
- Nowogard
- Nowogrodziec
- Nowogród
- Nowogród Bobrzański
- Nowy Dwór Gdański
- Nowy Dwór Mazowiecki
- Nowy Sącz
- Nowy Staw
- Nowy Targ
- Nowy Tomyśl
- Nowy Wiśnicz
- Nysa

## O
- Oborniki
- Oborniki Śląskie
- Obrzycko
- Odolanów
- Ogrodzieniec
- Okonek
- Olecko
- Olesno
- Oleszyce
- Oleśnica
- Olkusz
- Olsztyn
- Olsztynek
- Oława
- Opalenica
- Opatów
- Opoczno
- Opole
- Opole Lubelskie
- Orneta
- Orzesze
- Orzysz
- Osieczna
- Osiek
- Ostrołęka
- Ostroróg
- Ostrowiec Świętokrzyski
- Ostróda
- Ostrów Lubelski
- Ostrów Mazowiecka
- Ostrów Wielkopolski
- Ostrzeszów
- Ośno Lubuskie
- Oświęcim
- Otmuchów
- Otwock
- Ozimek
- Ozorków
- Ożarów
- Ożarów Mazowiecki

## P
- Pabianice
- Paczków
- Pajęczno
- Pakość
- Parczew
- Pasłęk
- Pasym
- Pelplin
- Pełczyce
- Piaseczno
- Piaski
- Piastów
- Piechowice
- Piekary Śląskie
- Pieniężno
- Pieńsk
- Pieszyce
- Pilawa
- Pilica
- Pilzno
- Piła
- Piława Górna
- Pińczów
- Pionki
- Piotrków Kujawski
- Piotrków Trybunalski
- Pisz
- Piwniczna-Zdrój
- Pleszew
- Płock
- Płońsk
- Płoty
- Pniewy
- Pobiedziska
- Poddębice
- Podkowa Leśna
- Pogorzela
- Polanica-Zdrój
- Polanów
- Police
- Polkowice
- Połaniec
- Połczyn-Zdrój
- Poniatowa
- Poniec
- Poręba
- Poznań
- Prabuty
- Praszka
- Prochowice
- Proszowice
- Prudnik
- Pruszcz Gdański
- Pruszków
- Przasnysz
- Przedbórz
- Przedecz
- Przemków
- Przemyśl
- Przeworsk
- Przysucha
- Pszczyna
- Pszów
- Puck
- Puławy
- Pułtusk
- Puszczykowo
- Pyrzyce
- Pyskowice
- Pyzdry

- Haut – A
- B
- C
- D
- E
- F
- G
- H
- I
- J
- K
- L
- M
- N
- O
- P
- Q
- R
- S
- T
- U
- V
- W
- X
- Y
- Z

## R
- Rabka-Zdrój
- Raciąż
- Racibórz
- Radków
- Radlin
- Radom
- Radomsko
- Radomyśl Wielki
- Radymno
- Radziejów
- Radzionków
- Radzymin
- Radzyń Chełmiński
- Radzyń Podlaski
- Rajgród
- Rakoniewice
- Raszków
- Rawa Mazowiecka
- Rawicz
- Recz
- Reda
- Rejowiec Fabryczny
- Resko
- Reszel
- Rogoźno
- Ropczyce
- Różan
- Ruciane-Nida
- Ruda Śląska
- Rudnik nad Sanem
- Rumia
- Rybnik
- Rychwał
- Rydułtowy
- Rydzyna
- Ryki
- Rymanów
- Ryn
- Rypin
- Rzepin
- Rzeszów

## S
- Sandomierz
- Sanok
- Ścinawa
- Sędziszów
- Sędziszów Małopolski
- Sejny
- Sępopol
- Sępólno Krajeńskie
- Serock
- Sianów
- Siedlce
- Siemiany
- Siemianowice Śląskie
- Siemiatycze
- Sieniawa
- Sieradz
- Sierakow
- Sierpc
- Siewierz
- Skalbmierz
- Skała
- Skarszewy
- Skaryszew
- Skarżysko-Kamienna
- Skawina
- Skępe
- Skierniewice
- Skoczów
- Skoki
- Skórcz
- Skwierzyna
- Sława
- Sławków
- Sławno
- Ślesin
- Słomniki
- Słubice
- Słupca
- Słupsk
- Śmigiel
- Sobótka
- Sochaczew
- Sokołów Małopolski
- Sokołów Podlaski
- Sokółka
- Solec Kujawski
- Sompolno
- Sopot
- Sosnowiec
- Sośnicowice
- Śrem
- Środa Śląska
- Środa Wielkopolska
- Stalowa Wola
- Stankiewicze
- Starachowice
- Stargard Szczeciński
- Starogard Gdański
- Stary Sącz
- Staszów
- Stawiski
- Stawiszyn
- Stąporków
- Stęszew
- Stoczek Łukowski
- Stronie Śląskie
- Strumień
- Stryków
- Strzegom
- Strzelce Krajeńskie
- Strzelce Opolskie
- Strzelin
- Strzelno
- Strzyżów
- Sucha Beskidzka
- Suchań
- Suchedniów
- Suchowola
- Sulechów
- Sulejów
- Sulejówek
- Sulęcin
- Sulmierzyce
- Sułkowice
- Supraśl
- Suraż
- Susz
- Suwałki
- Swarzędz
- Świątniki Górne
- Świdnica
- Świdnik
- Świdwin
- Świebodzice
- Świebodzin
- Świecie
- Świeradów-Zdrój
- Świerzawa
- Świętochłowice
- Świnoujście
- Syców
- Szadek
- Szamocin
- Szamotuły
- Szczawnica
- Szczawno-Zdrój
- Szczebrzeszyn
- Szczecin
- Szczecinek
- Szczekociny
- Szczuczyn
- Szczyrk
- Szczytna
- Szczytno
- Szklarska Poręba
- Szlichtyngowa
- Szprotawa
- Sztum
- Szubin
- Szydłowiec

- Haut – A
- B
- C
- D
- E
- F
- G
- H
- I
- J
- K
- L
- M
- N
- O
- P
- Q
- R
- S
- T
- U
- V
- W
- X
- Y
- Z

## T
- Tarnobrzeg
- Tarnogród
- Tarnowskie Góry
- Tarnów
- Tczew
- Terespol
- Tłuszcz
- Tolkmicko
- Tomaszów Lubelski
- Tomaszów Mazowiecki
- Toruń
- Torzym
- Toszek
- Trzcianka
- Trzciel
- Trzcińsko-Zdrój
- Trzebiatów
- Trzebinia
- Trzebnica
- Trzemeszno
- Tuchola
- Tuchów
- Tuczno
- Tuliszków
- Turek
- Tuszyn
- Twardogóra
- Tychy
- Tyczyn
- Tykocin

## U
- Ujazd
- Ujście
- Ulanów
- Uniejów
- Ustka
- Ustroń
- Ustrzyki Dolne

## V
- Varsovie

## W
- Wadowice
- Wałbrzych
- Wałcz
- Warka
- Warszawa (Varsovie)
- Warta
- Wasilków
- Wąbrzeźno
- Wąchock
- Wągrowiec
- Wąsosz
- Wejherowo
- Wesoła
- Węgliniec
- Węgorzewo
- Węgorzyno
- Węgrów
- Wiązów
- Wieleń
- Wielichowo
- Wieliczka
- Wieluń
- Wieruszów
- Więcbork
- Wilamowice
- Wisła
- Witkowo
- Witnica
- Wleń
- Władysławowo
- Włocławek
- Włodawa
- Włoszczowa
- Wodzisław Śląski
- Wojcieszów
- Wojkowice
- Wolbrom
- Wolin
- Wolsztyn
- Wołczyn
- Wołomin
- Wołów
- Woźniki
- Wrocław
- Wronki
- Września
- Wschowa
- Wyrzysk
- Wysoka
- Wysokie Mazowieckie
- Wyszków
- Wyszogród
- Wyśmierzyce

- Haut – A
- B
- C
- D
- E
- F
- G
- H
- I
- J
- K
- L
- M
- N
- O
- P
- Q
- R
- S
- T
- U
- V
- W
- X
- Y
- Z

## Z
- Zabłudów
- Żabno
- Zabrze
- Żagań
- Zagórów
- Zagórz
- Zakopane
- Zakroczym
- Zalewo
- Zambrów
- Zamość
- Żarki
- Żarów
- Żary
- Zator
- Zawadzkie
- Zawichost
- Zawidów
- Zawiercie
- Ząbki
- Ząbkowice Śląskie
- Zbąszynek
- Zbąszyń
- Zduny
- Zduńska Wola
- Zdzieszowice
- Żelechów
- Zelów
- Żerków
- Zgierz
- Zgorzelec
- Zielona Góra
- Zielonka
- Ziębice
- Złocieniec
- Złoczew
- Złotoryja
- Złotów
- Złoty Stok
- Zmigrod
- Żnin
- Żory
- Żukowo
- Żuromin
- Zwierzyniec
- Zwoleń
- Żychlin
- Żyrardów
- Żywiec